# Harlaxton
Harlaxton är en ort och civil parish i Storbritannien.   Den ligger i grevskapet Lincolnshire och riksdelen England, i den sydöstra delen av landet, 160 km norr om huvudstaden London. Harlaxton ligger 91 meter över havet och antalet invånare är 705.
Terrängen runt Harlaxton är platt, och sluttar norrut. Runt Harlaxton är det ganska tätbefolkat, med 139 invånare per kvadratkilometer. Närmaste större samhälle är Grantham, 4,3 km nordost om Harlaxton. Trakten runt Harlaxton består till största delen av jordbruksmark.